# Chloranthales
Chloranthales is een botanische naam, voor een orde van bedektzadigen. Een orde onder deze naam wordt tegenwoordig af en toe erkend door systemen voor plantentaxonomie.
Het APG II-systeem (2003) noemt de mogelijkheid om een dergelijke orde te erkennen. De Angiosperm Phylogeny Website [2 dec 2006] gaat daar inderdaad toe over. Deze wordt daarin gevolgd door APG III (2009). De plaatsing van de orde bij APG is in de buurt van de Magnoliiden.
Al eerder erkende het Dahlgrensysteem een dergelijke orde, geplaatst in een superorde Magnolianae.
De orde heeft dan de volgende omschrijving
- orde Chloranthales
  - familie Chloranthaceae